# ICC Champions Trophy 2002
De ICC Champions Trophy werd in 2002 voor de derde keer gehouden en voor het eerst onder die naam. Nadat de eerste twee edities in kleine landen werden gehouden om het cricket aldaar te promoten, werd vanaf deze editie het toernooi altijd in de grote testlanden gehouden. Ook de opzet wijzigde. In de eerste edities ging de winnaar van een wedstrijd door naar de volgende ronde en viel de verliezer af. Nu is er eerst een groepsfase om de deelnemers aan de halve finale te bepalen. 
Gespeeld werd van 12 tot en met 30 september in Sri Lanka. In eerste instantie zou het toernooi in India worden gehouden, maar omdat de organisatie daar geen belasting-uitzondering kreeg, verhuisde het naar Sri Lanka.
India en Sri Lanka werden tot gezamenlijke winnaar uitgeroepen omdat de weersomstandigheden tijdens de finale en in een hernieuwde poging een dag later het uitspelen van de wedstrijd onmogelijk hadden gemaakt. 

## Opzet
Twaalf landen deden mee; de tien testlanden (ten opzichte van de vorige editie had Bangladesh deze status gekregen), Kenia als toenmalig enige volledig One Day International-land en Nederland als winnaar van de ICC Trophy 2001. De landen werden over vier groepen van drie verdeeld op basis van de wereldranglijst en de groepswinnaar ging door naar de halve finale.

## Wedstrijden

### Groepsfase
Groep 1
| Team          | Gesp. | W | V | GR | G | Ptn | NRR    | Voor     | Tegen    |
| ------------- | ----- | - | - | -- | - | --- | ------ | -------- | -------- |
| Australië     | 2     | 2 | 0 | 0  | 0 | 8   | +3.461 | 429/70.4 | 261/100  |
| Nieuw-Zeeland | 2     | 1 | 1 | 0  | 0 | 4   | +0.030 | 376/100  | 373/100  |
| Bangladesh    | 2     | 0 | 2 | 0  | 0 | 0   | −3.275 | 206/100  | 377/70.4 |

| 15 september 2002 Verslag | Australië 296/7 (50 overs) | v | Nieuw-Zeeland 132 (26.2 overs) | Australië wint met 164 runs Sinhalese Sports Club Ground, Colombo, Sri Lanka |
| 15 september 2002 Verslag |                            |   |                                | Australië wint met 164 runs Sinhalese Sports Club Ground, Colombo, Sri Lanka |
|                           |                            |   |                                |                                                                              |

| 19 september 2002 Verslag | Bangladesh 129 (45.2 overs) | v | Australië 133/1 (20.4 overs) | Australië wint met 9 wickets Sinhalese Sports Club Ground, Colombo, Sri Lanka |
| 19 september 2002 Verslag |                             |   |                              | Australië wint met 9 wickets Sinhalese Sports Club Ground, Colombo, Sri Lanka |
|                           |                             |   |                              |                                                                               |

| 23 september 2002 Verslag | Nieuw-Zeeland 244/9 (50 overs) | v | Bangladesh 77 (19.3 overs) | Nieuw-Zeeland wint met 167 runs Sinhalese Sports Club Ground, Colombo, Sri Lanka |
| 23 september 2002 Verslag |                                |   |                            | Nieuw-Zeeland wint met 167 runs Sinhalese Sports Club Ground, Colombo, Sri Lanka |
|                           |                                |   |                            |                                                                                  |

Groep 2
| Team     | Gesp. | W | V | GR | G | Ptn | NRR    | Voor     | Tegen    |
| -------- | ----- | - | - | -- | - | --- | ------ | -------- | -------- |
| India    | 2     | 2 | 0 | 0  | 0 | 8   | +0.816 | 559/89.3 | 543/100  |
| Engeland | 2     | 1 | 1 | 0  | 0 | 4   | +0.401 | 567/100  | 461/87.3 |
| Zimbabwe | 2     | 0 | 2 | 0  | 0 | 0   | −1.125 | 464/98   | 586/100  |

| 14 september 2002 Verslag | India 288/6 (50 overs) | v | Zimbabwe 274/8 (50 overs) | India wint met 14 runs R. Premadasa Stadium, Colombo, Sri Lanka |
| 14 september 2002 Verslag |                        |   |                           | India wint met 14 runs R. Premadasa Stadium, Colombo, Sri Lanka |
|                           |                        |   |                           |                                                                 |

| 18 september 2002 Verslag | Engeland 298/8 (50 overs) | v | Zimbabwe 190/9 (48 overs) | Engeland wint met 108 runs R. Premadasa Stadium, Colombo, Sri Lanka |
| 18 september 2002 Verslag |                           |   |                           | Engeland wint met 108 runs R. Premadasa Stadium, Colombo, Sri Lanka |
|                           |                           |   |                           |                                                                     |

| 22 september 2002 Verslag | Engeland 269/7 (50 overs) | v | India 271/2 (39.3 overs) | India wint met 8 wickets R. Premadasa Stadium, Colombo, Sri Lanka |
| 22 september 2002 Verslag |                           |   |                          | India wint met 8 wickets R. Premadasa Stadium, Colombo, Sri Lanka |
|                           |                           |   |                          |                                                                   |

Groep 3
| Team        | Gesp. | W | V | GR | G | Ptn | NRR    | Voor    | Tegen   |
| ----------- | ----- | - | - | -- | - | --- | ------ | ------- | ------- |
| Zuid-Afrika | 2     | 2 | 0 | 0  | 0 | 8   | +1.856 | 558/99  | 378/100 |
| West-Indië  | 2     | 1 | 1 | 0  | 0 | 4   | +0.202 | 499/100 | 474/99  |
| Kenia       | 2     | 0 | 2 | 0  | 0 | 0   | −2.050 | 372/100 | 577/100 |

| 13 september 2002 Verslag | West-Indië 238/8 (50 overs) | v | Zuid-Afrika 242/8 (49 overs) | Zuid-Afrika wint met 2 wickets Sinhalese Sports Club Ground, Colombo, Sri Lanka |
| 13 september 2002 Verslag |                             |   |                              | Zuid-Afrika wint met 2 wickets Sinhalese Sports Club Ground, Colombo, Sri Lanka |
|                           |                             |   |                              |                                                                                 |

| 17 september 2002 Verslag | West-Indië 261/6 (50 overs) | v | Kenia 232 (49.1 overs) | West-Indië wint met 29 runs Sinhalese Sports Club Ground, Colombo, Sri Lanka |
| 17 september 2002 Verslag |                             |   |                        | West-Indië wint met 29 runs Sinhalese Sports Club Ground, Colombo, Sri Lanka |
|                           |                             |   |                        |                                                                              |

| 20 september 2002 Verslag | Zuid-Afrika 316/5 (50 overs) | v | Kenia 140 (46.5 overs) | Zuid-Afrika wint met 176 runs R. Premadasa Stadium, Colombo, Sri Lanka |
| 20 september 2002 Verslag |                              |   |                        | Zuid-Afrika wint met 176 runs R. Premadasa Stadium, Colombo, Sri Lanka |
|                           |                              |   |                        |                                                                        |

Groep 4
| Team      | Gesp. | W | V | GR | G | Ptn | NRR    | Voor     | Tegen    |
| --------- | ----- | - | - | -- | - | --- | ------ | -------- | -------- |
| Sri Lanka | 2     | 2 | 0 | 0  | 0 | 8   | +2.861 | 493/86.1 | 286/100  |
| Pakistan  | 2     | 1 | 1 | 0  | 0 | 4   | +1.245 | 342/66.2 | 337/86.1 |
| Nederland | 2     | 0 | 2 | 0  | 0 | 0   | −4.323 | 222/100  | 434/66.2 |

| 12 september 2002 Verslag | Pakistan 200 (49.4 overs) | v | Sri Lanka 201/2 (36.1 overs) | Sri Lanka wint met 8 wickets R. Premadasa Stadium, Colombo, Sri Lanka |
| 12 september 2002 Verslag |                           |   |                              | Sri Lanka wint met 8 wickets R. Premadasa Stadium, Colombo, Sri Lanka |
|                           |                           |   |                              |                                                                       |

| 16 september 2002 Verslag | Sri Lanka 292/6 (50 overs) | v | Nederland 86 (29.3 overs) | Sri Lanka wint met 206 runs R. Premadasa Stadium, Colombo, Sri Lanka |
| 16 september 2002 Verslag |                            |   |                           | Sri Lanka wint met 206 runs R. Premadasa Stadium, Colombo, Sri Lanka |
|                           |                            |   |                           |                                                                      |

| 21 september 2002 Verslag | Nederland 136 (50 overs) | v | Pakistan 142/1 (16.2 overs) | Pakistan wint met 9 wickets Sinhalese Sports Club Ground, Colombo, Sri Lanka |
| 21 september 2002 Verslag |                          |   |                             | Pakistan wint met 9 wickets Sinhalese Sports Club Ground, Colombo, Sri Lanka |
|                           |                          |   |                             |                                                                              |

### Halve finale
| 25 september 2002 Verslag | India 261/9 (50 overs) | v | Zuid-Afrika 251/6 (50 overs) | India wint met 10 runs R. Premadasa Stadium, Colombo, Sri Lanka |
| 25 september 2002 Verslag |                        |   |                              | India wint met 10 runs R. Premadasa Stadium, Colombo, Sri Lanka |
|                           |                        |   |                              |                                                                 |

| 27 september 2002 Verslag | Australië 162 (48.4 overs) | v | Sri Lanka 163/3 (40 overs) | Sri Lanka wint met 7 wickets R. Premadasa Stadium, Colombo, Sri Lanka |
| 27 september 2002 Verslag |                            |   |                            | Sri Lanka wint met 7 wickets R. Premadasa Stadium, Colombo, Sri Lanka |
|                           |                            |   |                            |                                                                       |

### Finale
| 29 & 30 september 2002 Verslag & Verslag | Sri Lanka 222/7 (50 overs) | v | India 38/1 (8.4 overs) | No result India en Sri Lanka werden beiden tot winnaar uitgeroepen R. Premadasa Stadium, Colombo, Sri Lanka |
| 29 & 30 september 2002 Verslag & Verslag |                            |   |                        | No result India en Sri Lanka werden beiden tot winnaar uitgeroepen R. Premadasa Stadium, Colombo, Sri Lanka |
|                                          |                            |   |                        | |